# Ruellia grisea
Ruellia grisea är en akantusväxtart som beskrevs av Emery Clarence Leonard. Ruellia grisea ingår i släktet Ruellia och familjen akantusväxter. Inga underarter finns listade i Catalogue of Life.